# Bečice, České Budějovice
Bečice là một làng thuộc huyện České Budějovice, vùng Jihočeský, Cộng hòa Séc.